# Johan Henrik Lützow
Johan Henrik Lützow (27. marts 1747 – 20. marts 1794) var en dansk søofficer, bror til Anton Frederik Lützow.
Han var søn af kommandør Adam Frederik Lützow og hustru Sara von Suckow (1719-1791), blev sekondløjtnant i Marinen 1763, premierløjtnant 1769, kaptajnløjtnant 1776 og kaptajn 1781. Lützow deltog 1770 om bord i orlogsskibet Grønland i admiral Frederik Christian Kaas' mislykkede ekspedition til Algier, var derefter nogle år chef for mindre fartøjer, der bragte depecher og tropper til Norge, blev 1779 interimsundertøjmester ved Søartilleriet, 1788 interimstøjmester og året efter virkelig tøjmester samt medlem af Konstruktions- og Regleringskommissionen, hvilke stillinger han beklædte indtil sin død. Han har gjort sig fordelagtig bekendt som en flittig og pålidelig historisk samler, der bl.a. har udgivet Historiske Efterretninger om danske Søofficerer i. D. i. H. (1788) og Admiral H. Spans Levned (1792).
Lützow blev 1770 gift med Charlotte Amalie Lützow (1748-1817), datter af oberstløjtnant Otto Lützow, og døde 20. marts 1794.